# Danilo Di Luca
Danilo di Luca (ur. 2 stycznia 1976 w Spoltore) – włoski kolarz szosowy, zwycięzca klasyfikacji generalnej UCI ProTour 2005.
Di Luca został zawodowym kolarzem w 1999 w drużynie Team Cantina Tollo. W sezonie 2002 zmienił barwy i wstąpił do drużyny Saeco. Od 2005 do 2007 roku ścigał się w drużynie Liquigas-Bianchi, a w 2008 zmienił barwy na Team LPR.
Di Luca w swoim pokoleniu zaliczany jest do jednego z największych talentów kolarskich we Włoszech. W 2000 i 2001 roku wygrał po jednym etapie w Giro d’Italia, odniósł również zwycięstwo w jesiennym klasyku Giro di Lombardia w 2001. W kolejnych latach nie udało mu się odnieść żadnych większych zwycięstw. W roku 2004 był zamieszany w niejasną aferę dopingową, przez co był traktowany na Tour de France jako persona non grata. 22 lipca 2009 Di Lucę ponownie oskarżono o zażywanie środków dopingujących podczas wyścigu Giro d’Italia, którego był jednym z bohaterów. Zajął tam 2. miejsce.

## Sezon 2005
Na wiosnę 2005 di Luca mógł w końcu pokazać się jako jeden z najsilniejszych „łowców klasyków”, jak również dał się zauważyć w kilku wyścigach wielodniowych. Wygrał wyścig Dookoła Kraju Basków, ciężką wieloetapówkę. Kilka tygodni później triumfował w jednodniowych wyścigach Amstel Gold Race i La Fleche Wallone. W tym samym roku, w Giro d’Italia wygrał dwa etapy, co dało mu wielodniowe prowadzenie w klasyfikacji generalnej tego wyścigu i możliwość noszenia różowej koszulki lidera. Ostatecznie zajął tam 4. pozycję. Dzięki tym sukcesom, już na wiosnę di Luca zanotował duży skok w generalnej klasyfikacji ProTour, a zwycięstwo w Strzale Walońskiej dało mu prowadzenie, którego już nie oddał do końca sezonu.
Danilo di Luca startował w Tour de Pologne 2005, aby przypieczętować swoją pozycję lidera ProTour 2005. Zajął w tym wyścigu ostatecznie 5. miejsce.

## 2007 - sukcesy i zarzuty
Na początku sezonu 2007 wygrał prestiżowy wyścig Mediolan-Turyn oraz Liège-Bastogne-Liège. Ogromny sukces odniósł na przełomie maja i czerwca zwyciężając w Giro d’Italia 07, jednak jest podejrzewany, że w czasie tego wyścigu roku zażył środki, które miały zatuszować zażycie środków dopingujących. Wraz z nim podejrzany jest także Gilberto Simoni i paru innych kolarzy. W lipcu 2007 r. Di Luca został oczyszczony z tych zarzutów.
W październiku 2007 Włoski Komitet Olimpijski zawiesił kolarza na 3 miesiące w związku z zamieszaniem w aferę „Oil for drugs”. Di Luca miał rzekomo współpracować z podejrzanym włoskim lekarzem, Carlosem Santuccione. Zawieszenie to pociągnęło za sobą brak uczestnictwa Włocha w Mistrzostwach Świata, jak również wykluczenie go przez UCI z cyklu ProTour i utratę pozycji lidera, tuż przed ostatnim wyścigiem cyklu, Giro di Lombardia.

## 2013
W kwietniu 2013 roku, poddany został niezapowiedzianej kontroli antydopingowej, której wyniki ujawniono po jednym z etapów Giro d’Italia 2013. Wynik był pozytywny. W organizmie zawodnika wykryto EPO, wobec czego został zdyskwalifikowany z wyścigu. Decyzją UCI został dożywotnio zdyskwalifikowany..

## Najważniejsze osiągnięcia
1999
- 2. miejsce w Giro di Lombardia

2000
- 1. miejsce w GP Industria & Artigianato di Larciano
- 1. miejsce w Trofeo Pantalica
- 1. miejsce na 5. etapie Giro d’Italia
- 2. miejsce w Vuelta al País Vasco

2001
- 1. miejsce w Giro di Lombardia
- 1. miejsce na 4. etapie Giro d’Italia

2002
- 1. miejsce w Giro del Veneto
- 1. miejsce w Trofeo Laigueglia
- 1. miejsce na 3. i 5. etapie Tirreno-Adriático
- 1. miejsce na 4. etapie Volta a la Comunitat Valenciana
- 1. miejsce na 2. etapie Vuelta a España

2003
- 1. miejsce w Coppa Placci
- 3. miejsce w Amstel Gold Race
- 1. miejsce w Tre Valli Varesine
- 1. miejsce na 6. etapie Tirreno-Adriático

2004
- 1. miejsce w Trofeo Matteoti
- 1. miejsce w Brixia Tour
- 1. miejsce na 4. etapie Vuelta a Murcia
- 2. miejsce w La Flèche Wallonne

2005
- 1. miejsce w Amstel Gold Race
- 1. miejsce w La Flèche Wallonne
- 1. miejsce w Vuelta al País Vasco
  - 1. miejsce na 1. etapie
- 4. miejsce w Giro d’Italia
  - 1. miejsce na 3. i 5. etapie

2006
- 1. miejsce na 5. etapie Vuelta a España

2007
- 1. miejsce w Mediolan-Turyn
- 3. miejsce w Amstel Gold Race
- 3. miejsce w La Flèche Wallonne
- 1. miejsce w Liège-Bastogne-Liège
- 1. miejsce na 3. etapie Settimana Internazionale di Coppi e Bartali
- 1. miejsce w Giro d’Italia
  - 1. miejsce na 4. i 12. etapie

2008
- 1. miejsce w Settimana Ciclistica Lombarda
  - 1. miejsce na 4. etapie
- 1. miejsce w Giro dell’Emilia
- 8. miejsce w Giro d’Italia

2009
- 1. miejsce na 4. etapie Giro del Trentino
- 2. miejsce w Giro d’Italia
  - 1. miejsce na 4. i 10. etapie

2012
- 1. miejsce w Gran Premio Nobili Rubinetterie
- 4. miejsce w Tour of Austria
  - 1. miejsce na 2. etapie